# フェリックス・ボルハ
フェリックス・ボルハ（Félix Alexander Borja Valencia、1983年4月2日 - ）は、エクアドルの元サッカー選手。元エクアドル代表。ポジションはフォワード。

## 経歴
出場機会は無かったが、コパ・アメリカ2001のメンバーに選出された。2005年8月に親善試合でエクアドル代表デビュー。2006 FIFAワールドカップのメンバーにも選出され、ドイツ戦に出場した。翌年、コパ・アメリカ2007にも出場した。2011年までに通算22試合に出場、2得点をあげた。

## 代表歴

### 出場大会
- エクアドル代表
  - 2006 FIFAワールドカップ

### 試合数
- 国際Aマッチ 22試合 2得点（2005年-2011年）[1]

| エクアドル代表 | 国際Aマッチ | 国際Aマッチ |
| 年             | 出場        | 得点        |
| -------------- | ----------- | ----------- |
| 2005           | 5           | 1           |
| 2006           | 4           | 1           |
| 2007           | 8           | 0           |
| 2008           | 3           | 0           |
| 2009           | 0           | 0           |
| 2010           | 0           | 0           |
| 2011           | 2           | 0           |
| 通算           | 22          | 2           |